# Brygophis coulangesi
Brygophis coulangesi (Domergue, 1988) è un serpente della famiglia Lamprophiidae, endemico del Madagascar. È l'unica specie del genere Brygophis.

## Distribuzione e habitat
La specie è nota per due soli esemplari provenienti da due differenti località del Madagascar orientale (Fierenana e Anjanaharibe-Sud). Il suo habitat tipico è la foresta pluviale. 

## Biologia
È un serpente arboricolo, che si nutre di rane e piccoli mammiferi.

## Conservazione
A causa della progressiva distruzione del suo habitat causato dalla deforestazione, la IUCN Red List classifica Brygophis coulangesi come specie vulnerabile.